# 弧后區域

一個隱沒帶上方的弧后區域

弧后區域（英語：back-arc region）是指火山弧後面的區域 。 在島火山弧中，它是由深海的海洋殼的弧後盆地組成，有時被殘餘的老島弧隔開，類似於島弧。在大陸弧中，弧后區域是大陸平台的一部分，是在陸地上，或是淺海盆地。

## 形成
弧後變形是會聚板塊邊界俯衝運動的的產物。它是在俯衝帶，上覆板塊的火山弧後面演化而成。 造成俯衝帶區域變形的應力，是由多種地質作用引起的。上覆板塊朝向或遠離海溝的絕對運動對弧后區域的變形有很大影響.由於下行板塊部分被鎖定在較粘性的地幔中，因此其橫向運動要比上覆板塊明顯的慢。因此上覆板塊的任何運動都會在弧后區域產生拉伸或壓縮應力。此外，由俯衝板塊向下運動引起的上地幔對流，能對上覆板塊造成應力和提供高熱流，這是弧后區域的特徵。 下行板塊在進入地幔時的拉力作用，能導致溝溝的回滾運動，這也對上覆板塊的弧后區域施加應力。然而，與上覆板塊運動相比，下行板塊運動對變形的影響較小。
弧后可以在大洋地殼或大陸地殼上形成。在洋殼的大多數弧后區域受到拉應力，因此形成了一個擴張中心，造出新的洋殼。其成分類似於大洋中脊玄武岩(MORB)，但含水更多。

## 弧后延伸與壓縮
弧后變形可以是拉伸的或壓縮的。當它向海溝移動時，上覆板塊會縮短，從而導致壓縮弧后區域。 這種類型的變形多由傾斜淺的俯衝板塊造成。反之，一個遠離海溝的上覆板塊將導致延伸，並形成弧後盆地。 這種拉伸變形多由陡峭傾斜的俯衝板塊造成。
這兩種極端弧后變形的典型例子是在智利和馬里亞納島弧。在智利下方俯衝板塊，以約 10-15° 角的淺傾斜，向安第斯山脈俯衝， 造成其弧后區域的壓應力。。 而在馬里亞納俯衝帶進入地幔的板塊則非常陡峭，幾乎是垂直的。 造成大洋弧後盆地拉伸應力。厄瓜多爾的Oriente地區（該國東部熱帶雨林區）是陸上弧后延伸盆地的例子。安第斯山脈以東地區的大陸地殼已被拉長，並被沉積物覆蓋。